# Durch Deutsche Feldpost
Die postalische Einrichtung Durch Deutsche Feldpost war im Zweiten Weltkrieg ein besonderer Postversanddienst als Versendungsform, der neben der Deutschen Feldpost betrieben wurde. Da die Feldpost für die Dienst- und Postversorgung der Truppe verantwortlich zeichnete, war es sinnvoll, ihr auch die postalische Versorgung der Verwaltung, von Unternehmen und Einzelpersonen in den von Deutschland besetzten Gebieten zu übertragen, die damit durch „Deutsche Feldpost“ erledigt wurde.

## Entstehung
In den von Deutschland besetzten Gebieten waren deutsche Dienststellen, Körperschaften, Organisationen, Unternehmen und Privatpersonen, für die die deutsche Feldpost nicht zuständig war, ohne direkten Anschluss an die deutsche Post. Für einige Gebiete wie Belgien und das besetzte Frankreich war eine Postbeförderung durch die Feldpost zu den Inlandstarifen bereits ermöglicht worden.
Der neue Dienst „Durch Deutsche Feldpost“ wurde erstmals im August 1941 eingeführt.
Am 24. April 1942 wurde die Versandmöglichkeit „Durch Deutsche Feldpost“ generell neu geregelt. In allen Gebieten, in denen als deutsche Post nur die deutsche Feldpost bestand, wurde ein gebührenpflichtiger Postverkehr eingerichtet. Zugelassen waren Postkarten, Briefe bis 250 g und Päckchen bis 1000 Gramm. Einschreiben war möglich für Sendungen an und von diesen Stellen, nicht aber für die Reichsdeutschen, die bei diesen Stellen beschäftigt waren. Für diese war auch eine etwa bestehende Sperre für Feldpostsendungen gültig. Sendungen an Dienststellen etc. hatten wie folgt auszusehen: Sendungen „Durch Deutsche Feldpost“ war rot zu umranden, der Zusatz „über Luftgaupostamt“ war rot zu unterstreichen. Sendungen an deutsche Gefolgschaftsmitglieder waren mit Vor- und Zuname, Beruf oder Stand sowie der Anschrift der Dienststellen etc. zu versehen. Die Zulassung zu diesem Postdienst war von einer Genehmigung abhängig. Die Anträge waren bei der den Postaustausch vermittelnden Feldpostdienststelle zur Weiterleitung an den Armeefeldpostmeister einzureichen. Sendungen aus dem Reich an die beteiligten Stellen waren genehmigungsfrei. Die Zulassung einer Stelle schloss die dort beschäftigten Reichsdeutschen mit ein. Die vorher ergangenen Verfügungen wurden aufgehoben. 
Am gebührenpflichtigen Postverkehr „Durch Deutsche Feldpost“ nahmen nun auch die zivilen Handelsschiffe im Nordraum teil. Als Leitvermerk war „über Luftgaupostamt Berlin“, als Adresse war nur der Name des Schiffes oder der Name des Empfängers mit dem Namen des Schiffes anzugeben.
Im Juli 1942 wurden Kettensendungen (mehrere von einem Absender an denselben Empfänger gerichtete aneinanderhängende Sendungen) sowie Reihensendungen (mehr als drei von einem Absender für denselben Empfänger am gleichen Tag und Ort aufgegebene Sendungen) von der Beförderung ausgeschlossen. Solche Sendungen gingen nun an den Absender zurück.

## Weitere Entwicklung
Der Postverkehr „Durch Deutsche Feldpost“ wurde im Amtsblatt 47 vom 18. Mai 1943 wesentlich erweitert. War zunächst nur der Verkehr zwischen dem Reich und den Feldpostgebieten eingerichtet worden, so wurde nun auch der Verkehr zwischen den einzelnen Feldpostgebieten einerseits und dem Generalgouvernement, dem Protektorat Böhmen-Mähren und den deutschen Dienstpostengebieten (z. B. Niederlande, Ostland, Ukraine, Oslo) andererseits ausgedehnt. Außerdem konnten die zum Postverkehr zugelassenen Dienststellen usw. und ihre Mitglieder Briefsendungen nach dem nichtfeindlichen Ausland schicken bzw. von dort empfangen. Die Gebühren blieben bis auf eine Ausnahme unverändert Für Gefolgschaftsmitglieder unterlagen Briefe von 100 bis 250 g nicht mehr der Päckchen-, sondern der Briefgebühr (24 Rpf). Der Vermerk „Frei durch Ablösung Reich“ galt außer mit dem Generalgouvernement und den Dienstposten Ostland und Ukraine, als Freimachung. Der Vermerk "Frei durch Ablösung Reich" galt auch für die Deutsche Dienstpost Niederlande.
Die Vorschriften für die Anschriften der Sendungen blieben weiter bestehen. Es war also auch auf den Sendungen aus dem Feldpostgebiet nach den Dienstpostgebieten der Vermerk „Durch Deutsche Feldpost“ anzugeben. Außerdem waren die Sendungen nach den Dienstpostgebieten mit einem diagonalen blauen Kreuz über die Anschrift hinweg zu kennzeichnen. Die Zulassung des Postversands in und aus dem nichtfeindlichen Ausland für die Dienststellen, Unternehmen usw. bedingte natürlich die Auslandsgebühr, der Vermerk „Durch Deutsche Feldpost“ durfte nicht verwendet werden.
Die „abwehrmäßige“ Prüfung erfolgte für das Gebiet des 
- Luftgauamts Königsberg: bei der Auslandsbriefprüfstelle Königsberg 5;
- Luftgauamts Posen und Luftgauamts Breslau: bei der Auslandsbriefprüfstelle Berlin-Charlottenburg 2. Zoo.;
- Luftgauamts Wien: bei der Auslandsbriefprüfstelle Wien;
- Luftgauamts Paris: bei der Auslandsbriefprüfstelle Paris;
- Luftgauamts Brüssel: bei der Auslandsbriefprüfstelle Köln;
- Luftgauamts Hamburg: bei der Auslandsbriefprüfstelle Hamburg;
- Luftgauamts Berlin: bei der Auslandsbriefprüfstelle Berlin.

Die Abstempelung bei Einschreibpäckchen beim Bestimmungspostamt mit dem Tagesstempel fiel versuchsweise bis auf weiteres weg. 
Vom 15. Oktober 1943 an waren nur noch Briefsendungen bis 500 g unter Einschreiben anzunehmen, Päckchen, Bahnhofsbriefe und -zeitungen waren völlig von der Einschreibung ausgenommen. Die gleiche Vorschrift galt auch für die Feldpost und im gebührenpflichtigen Postverkehr „Durch Deutsche Feldpost“.

## Beschränkungen zu Kriegsende
Im Amtsblatt 52 vom 26. Mai 1944 wurden alle, den gebührenpflichtigen Postverkehr „Durch Deutsche Feldpost“ betreffende Verfügungen aufgehoben und neu gefasst. Dies diente im Wesentlichen der besseren Übersicht, nur einige wenige Änderungen wurden vorgenommen. Für Dienststellen, Firmen usw. waren zugelassen: gewöhnliche und eingeschriebene Postkarten, gewöhnliche und eingeschriebene Briefe und Drucksachen bis 250 g, Zeitungen mit einem Höchstgewicht von 1000 g, gewöhnliche und eingeschriebene Päckchen bis 1000 g. Alle Einschreibsendungen waren auf das Äußerste zu beschränken. Diese Sendungen wurden auch befördert, wenn der private Feldpostverkehr eingeschränkt war.
Für die Post der Gefolgschaftsmitglieder waren zugelassen: Postkarten, Briefe bis 100 g, Zeitungen bis 1000 g und Päckchen bis 1000 g, in Richtung Heimat-Feldpostgebiet bis 2000 g. Hier galten die Beschränkungen im privaten Feldpostverkehr.
Feldpostpäckchen von 100 bis 1.000 g mussten mit einer Zulassungsmarke, jene von 1.000 bis 2.000 g mit zwei Marken versehen sein. Am 11. August 1944 wurden auch eingeschriebene Päckchen bei den Firmen usw. nicht mehr zugelassen.